# Districte de See-Gaster
El Districte de See-Gaster és un dels 8 cercles administratius (en alemany walkreis) del Cantó de Sankt Gallen (Suïssa). Té una població de 60662 habitants (cens de 2007) i una superfície de 246,16 km². Està format per 14 municipis.

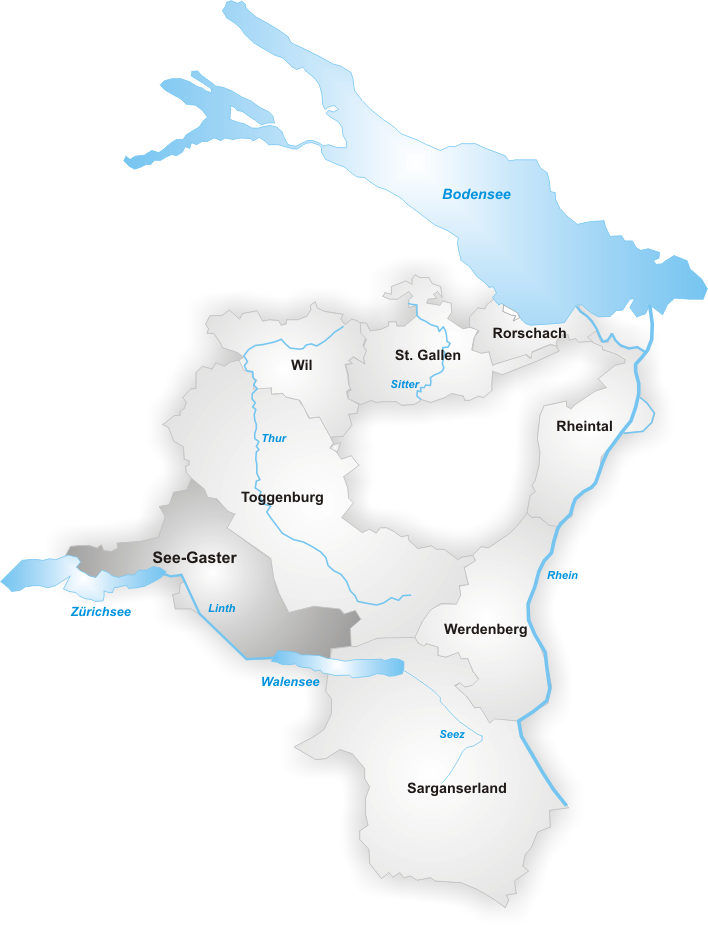
El districte de See-Gaster

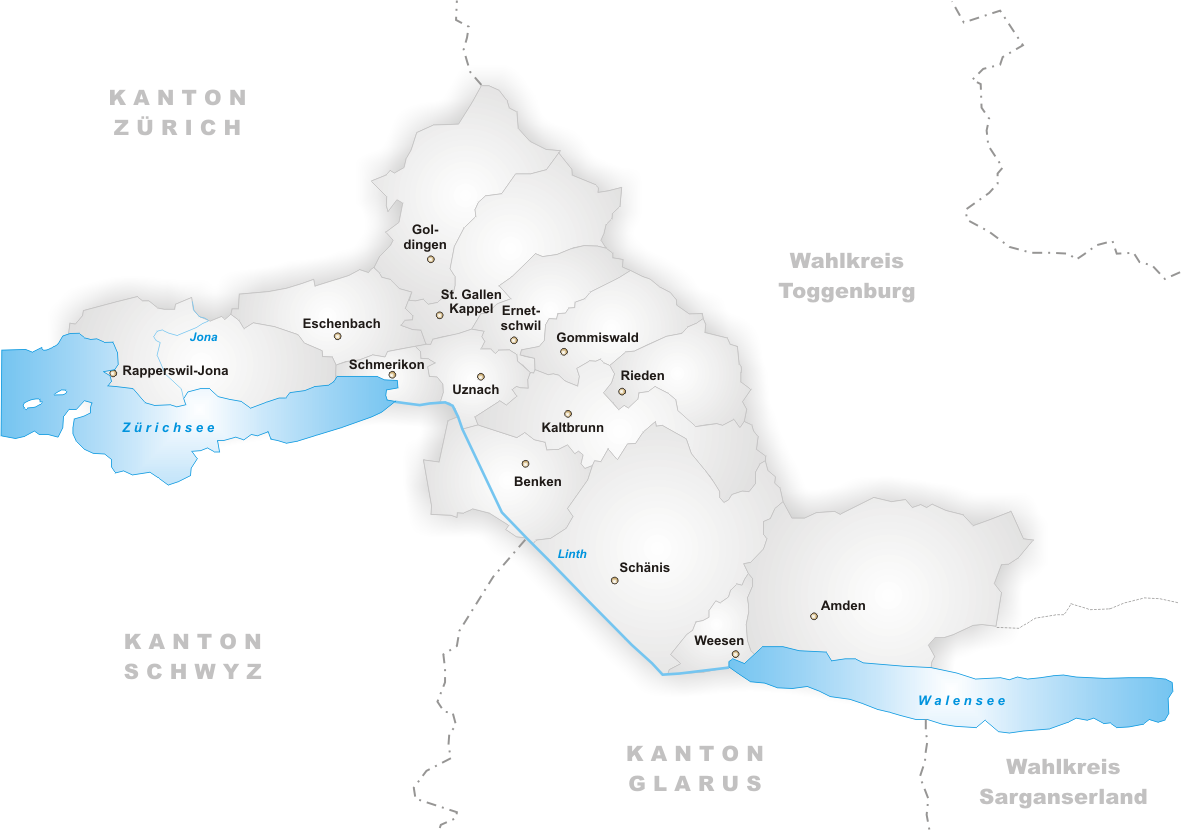
Municipis del districte de See-Gaster

## Municipis
L'1 de gener de 2013 els antics municipis de Rieden i Ernetschwil es van fusionar al municipi de Gommiswald i els antics municipis de Goldingen i St. Gallenkappel es van fusionar al d'Eschenbach.
| Escut           | Nom             | Població (Dez. 2007) | Superfície in km² | Núm. SFOS |
| --------------- | --------------- | -------------------- | ----------------- | --------- |
| Amden           | Amden           | 1.784                | 43.48             | 3311      |
| Benken          | Benken          | 3.025                | 16.48             | 3312      |
| Eschenbach      | Eschenbach      | 9.605                | 54.89             | 3342      |
| Gommiswald      | Gommiswald      | 5.167                | 33.59             | 3341      |
| Kaltbrunn       | Kaltbrunn       | 4.839                | 18.68             | 3313      |
| Rapperswil-Jona | Rapperswil-Jona | 26.999               | 22.17             | 3340      |
| Schänis         | Schänis         | 3.819                | 39.90             | 3315      |
| Schmerikon      | Schmerikon      | 3.710                | 4.15              | 3338      |
| Uznach          | Uznach          | 6.417                | 7.55              | 3339      |
| Weesen          | Weesen          | 1.724                | 5.39              | 3316      |
|                 | Total (10)      | 67.089               | 246.16            | 1726      |

## Fusions de municipis

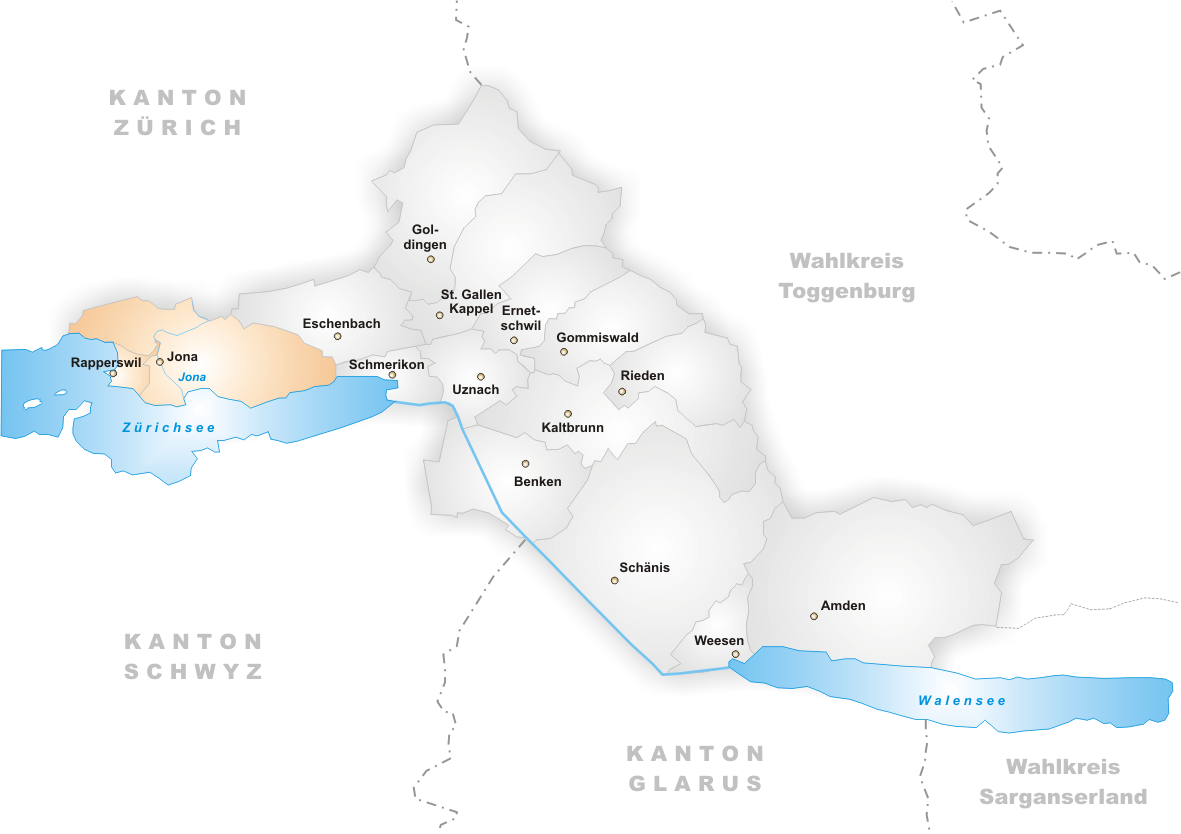
Municipis el 2006

### Fusionen
- 2007: Rapperswil i Jona → Rapperswil-Jona